# Хект, Бен
Бен Хект (также Хехт англ. Ben Hecht; 28 февраля 1894, Нью-Йорк — 18 апреля 1964, Нью-Йорк) — американский журналист, продюсер и режиссёр, драматург. Один из самых успешных и востребованных сценаристов классического Голливуда. Первый сценарист, удостоенный премии «Оскар» (всего номинировался 6 раз, выигрывал дважды). На протяжении многих лет поддерживал дружеские отношения и сотрудничал со «столпами» Голливуда — Д. Селзником, С. Голдвином, Г. Хоуксом, А. Хичкоком.

## Творчество
Из семьи минских евреев. Родился и умер в Нью-Йорке, но молодость провёл в Чикаго. В начале 1920-х имел успех как репортёр криминального раздела. Впечатления тех лет нашли отражение в комедии «Сенсация», впервые поставленной в 1928 году и с тех пор не раз экранизировавшейся (в том числе Хоуксом под названием «Его девушка Пятница»). В России пьеса впервые была поставлена Рубеном Симоновым в театре имени Вахтангова в 1930 году.
В 1926 году Хехт получил из Голливуда, от своего друга Хермана Манкевича, телеграмму с предложением перебраться на «фабрику звёзд»; она гласила: «все сценаристы здесь — идиоты». Его первый же сценарий, к фильму Дж. фон Штернберга «Подполье» (1927), был удостоен «Оскара». В качестве сценариста Хект внёс вклад в становление самых разнообразных жанров — гангстерского фильма («Подполье», «Лицо со шрамом»), бурлескной комедии («Его девушка Пятница», «Серенада трёх сердец»), триллера («Дурная слава», «Заворожённый»). В качестве сценариста, продюсера и режиссёра Хект в сотрудничестве со своим многолетним партнёром Чарльзом Макартуром создал такие фильмы, как «Преступление без страсти» и «Подлец».
Пик голливудской карьеры Хекта пришёлся на предвоенные годы. В 1939 году по его сценариям были поставлены все три самые кассовые ленты этого года — «Унесённые ветром», «Грозовой перевал» и «Ганга Дин». В 1940 году с Ли Гармсом снял по собственному сценарию фильм «Ангелы над Бродвеем» с Ритой Хейворт в главной роли, но режиссёрская карьера не получила продолжения. Премьера последнего фильма, над которым работал Хект, «Казино „Рояль“», состоялась уже после его смерти.

## Сионизм
В 1940-е годы Хект, разделявший идеи В. Е. Жаботинского, встал на позиции радикального сионизма. Он подвергал острой критике еврейские организации и британское правительство за то, что они сделали недостаточно для предотвращения Холокоста. В книге «Вероломство» (1961) обвинил Р. Кастнера в сотрудничестве с нацистами. Чтобы привлечь к Холокосту внимание простых американцев, размещал в газетах платные объявления вроде «Продаются 70 000 евреев по 50 долларов штука» (намёк на то, что за 3,5 млн долларов можно было выкупить из нацистских концлагерей всех румынских евреев).
1946 году Хект сочинил пьесу «Флаг поднят» (или «Рождение флага»). Крупные сборы от постановок он перечислил в адрес сионистской подпольной организации «Иргун».
Антибританские выступления Хекта привели к бойкоту его фильмов в Великобритании. В связи с этим в послевоенные годы его имя редко можно увидеть в титрах картин, над которыми он работал. Хект стал первым «сценарным доктором» — его приглашали, чтобы отшлифовать чужой сценарий, если он по каким-то причинам не вполне удовлетворял режиссёра либо продюсеров. Кроме того, в 1950-е Хект вёл одно из первых ток-шоу в истории американского телевидения.